# Ferrocarril Rosario a Puerto Belgrano
El Ferrocarril Rosario a Puerto Belgrano (FCRPB) fue una compañía de capitales franceses que operó una línea de trocha ancha (1676 milímetros) de vía simple entre las ciudades de Rosario y Puerto Belgrano en Argentina. Puerto Belgrano, junto a la ciudad de Punta Alta en la provincia de Buenos Aires, es la principal base naval del país. En aquel entonces, Punta Alta pertenecía al Partido de Bahía Blanca. La idea original al construir esta línea era poder enlazar los lugares que estuvieran más cerca de Rosario o de Bahía Blanca que de Buenos Aires, evadiendo el esquema radial que siguió el tendido de vías férreas en el país y quitando así parte del tráfico a las compañías Ferrocarril del Sud y Ferrocarril Oeste de Buenos Aires, ambas de capitales británicos.

## Historia

### Nacimiento
La concesión original para la construcción de este ferrocarril fue otorgada a Diego de Alvear con la Ley 4279 del 14 de diciembre de 1903, y luego transferida en diciembre de 1906 a la Sociedad Anónima Compañía del Ferrocarril Rosario a Puerto Belgrano, de capitales franceses. En el mes de julio de 1907, la concesión para la construcción de un muelle en uno de los puntos terminales de la línea, en Puerto Militar (Puerto Belgrano), otorgada al mencionado Alvear, fue también transferida a dicha Compañía.

### El proyecto
El trazado de la línea, de trocha ancha y con una longitud de casi 800 km evitaba el consabido modelo radial, con una disposición oeste-este, centralizado en la Capital. El modelo seguía una línea norte-sur, uniendo Rosario con Punta Alta y corta transversalmente los principales ramales de las compañías inglesas. No se trató de un ferrocarril económico: su particular diseño requirió onerosas obras de ingeniería destinadas a salvar empalmes de los ferrocarriles de la competencia, o para franquear la a veces complicada topografía de la zona. En las cercanías de Bahía Blanca aún pueden observarse los siete puentes de hierro que atraviesan el río Sauce Grande y cuyo largo total es de 266 metros.
La orientación norte-sur delata el propósito original de arrebatar a las compañías ferroviarias británicas el tráfico de mercaderías del sudoeste bonaerense. No obstante, el proyecto no dio los resultados esperados, dado que los numerosos cruces redujeron el área de influencia de la línea francesa debido a que los competidores ingleses simplemente establecieron tarifas de competencia. Además, las vías del FCRPB cruzaban zonas de agricultura si no marginal, al menos poco desarrolladas y pobladas, en relación con las que eran servidas por la red británica. A raíz de esto, su explotación sufrió un déficit crónico.

### Construcción

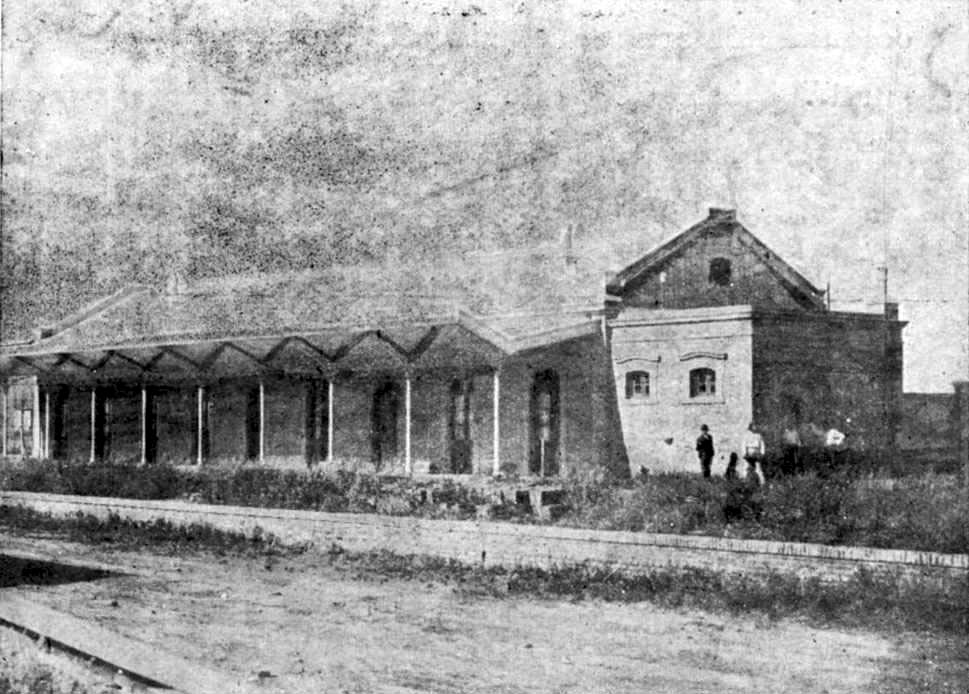
Estación de Coronel Suárez - FCRPB

La línea se construyó rápidamente entre los años 1906 y 1910, comenzándose en diez puntos en forma simultánea. Fue librada al servicio condicional para pasajeros y carga el 19 de diciembre de 1910, y al servicio definitivo en 1912.
En Bahía Blanca, el campamento general fue instalado en Bajo Hondo. A través del Puerto Militar se descargaban los vapores que traían todo tipo de materiales para la construcción de la línea, desde rieles y durmientes, hasta viviendas prefabricadas para los empleados, así como locomotoras y diverso material rodante. 
La línea partía de Rosario hasta Puerto Belgrano a través del muelle en construcción. Luego se construyó el ramal hacia la ciudad de Bahía Blanca. 
Con una trocha de 1676 mm, fue construida con rieles tipo Vignole de 12 metros de largo y 45 kg de peso por metro, estando sujetos a los durmientes con tornillos de acero, aquellos eran de quebracho colorado en número de 16 por cada largo de riel. El largo total de vías horizontales, es de cerca de 320 km y los tramos en pendiente de 480 km . El largo total de curvas de la línea es de 60 km y en línea recta 740 km . 
El radio mínimo de curvas es de 40 m, excepto dos casos en Puerto Belgrano, de 350 y 360 m. 
Los puentes o viaductos que cruzan las líneas de otros ferrocarriles son 36, incluyendo tres de 41 m de largo, ocho de 36 m, seis de 31 m, uno de 20 m, trece de 15 m, cuatro de 10 m y uno de 5 m, sumando un total de 857 m de puentes. 
En Puerto Belgrano, las vías culminaban en dos muelles de 250 m de largo, con 100 m de ancho en un costado y de 73,4 m en el otro, con un gálibo de 7 m sobre el nivel de agua, ambos propiedad de la Compañía. Esta configuración del muelle, en dos porciones de diferente largo, tenía la ventaja de proveer independencia de acción y en consecuencia un incremento del tráfico posible en cada una de las distintas vías. Cuatro barcos de un máximo de 125 m de largo podían acomodarse al mismo tiempo. 
Había 12 grúas eléctricas de 1,5 t de capacidad provistas de pórtico y móviles. Además había otras cuatro grúas de 3 t y catorce guinches de 1 t. 
El muelle tenía todas las instalaciones preparadas para la carga y descarga de granos ya sea en bolsas o a granel. Apenas terminado, el muelle fue adquirido por el Gobierno Nacional e incorporado al servicio de la Marina de Guerra a partir de 1914. 
La empresa comenzó entonces a gestionar la concesión de la prolongación de la línea hasta Bahía Blanca y el acceso al puerto de Ingeniero White a través de un empalme con el Ferrocarril del Sud, de 3,6 km para el servicio exclusivo de cargas. Obtenida la concesión dio comienzo a las obras. 
Por la terminal norte tiene acceso directo al puerto de Rosario y en Punta Alta al puerto de Arroyo Pareja, conocido también como "Puerto Pagnard", actual Puerto Rosales, próximo al Puerto Militar, con un muelle de 300 m de longitud y un enorme galpón de 30 × 105 m con una capacidad de almacenamiento de 10 000 t. 
En Rosario existía un intercambio con el Ferrocarril Central Argentino y del B.A.P. por las vías del puerto, y con los ferrocarriles de trocha angosta en el intercambio La Bajada. En Timote la línea posee un empalme con el Ferrocarril Oeste.

### Zonas de Influencia
La zona de influencia de este ferrocarril ha sido subdividida en tres subzonas: 
- La primera comprende las tierras aledañas a la línea entre las estaciones de Rosario y San Gregorio. Dentro de la provincia de Santa Fe es la región más fecunda, pues las tierras están dedicadas en gran parte a la agricultura con gran producción de maíz, trigo, lino, papa y otros productos agrícolas, que alimentaban el tráfico de la línea en la época de cosecha. En las estaciones Mugueta, Bombal, María Teresa y Chovet, de esta subzona, la Northern Elevator Co. había instalado elevadores de granos que contribuían a aumentar el volumen de granos que la empresa transportaba al puerto de Rosario. Por medio de desvíos que arrancaban de la estación Villa Diego, la más próxima a Rosario, la línea llegaba al frigorífico Swift, ubicado en El Saladillo, haciendo posible la llegada de los trenes al pie de la báscula y demás dependencias de aquel frigorífico.
- La segunda subzona comprende los campos de la provincia de Buenos Aires a ambos lados de la línea, desde las estaciones Dos Hermanos a Coronel Suárez. Es la más extensa y representa casi la mitad del recorrido de la línea. A partir de Capitán Castro las tierras son más arenosas, pero, buenas en general para la agricultura del trigo y de la avena. Predominando no obstante la actividad ganadera en los campos aledaños al F.C. los cuales pertenecían a un reducido número de propietarios, es por ello que las estaciones de esta subzona contaban con escaso tráfico.
- La tercera subzona se extiende desde la estación Bathurst, en el Partido de Coronel Suárez hasta Bahía Blanca. La producción agrícola consiste en trigo y avena constituyendo el principal tráfico de esta parte de la línea. Se transportaba además hacienda vacuna y lanar.

### Los siete puentes
Existían a lo largo de la línea treinta y tres puentes de longitud variada, allí donde las vías se intersecan con las de otras compañías; el largo total de los viaductos es de 857 m. Asimismo, hay cuarenta y cuatro puentes que cruzan ríos, que totalizan 271 m en su tendido, además del más largo de ellos el del río Sauce Grande, con estructura de hierro y 266 m de extensión y que hoy todavía puede verse en todo su esplendor en el límite entre los partidos de Coronel Rosales y Coronel Dorrego. 
Fueron necesarios además otros muchos puentes de mampostería o hierro, y terraplenes para realizar las pendientes para el cruce de otras líneas; en promedio, se usaron unos 90 000 m³ de tierra y piedra por cada paso en alto nivel.

### El Ferrocarril y el "muelle de la francesa"
La búsqueda de una salida al mar por la zona de Puerto Belgrano era la razón de ser de la empresa, evidenciada desde el nombre mismo de la Compañía. Unir el área de influencia francesa en torno a Rosario con el sudeste bonaerense, aprovechando las ventajas que los estudios técnicos asignaban a Puerto Belgrano por sobre otras áreas de la bahía era el objetivo del plan francés. 
El 29 de septiembre de 1906 Alvear obtuvo la concesión para el mejoramiento del sitio comercial en Puerto Militar, demasiado precario para la función que desempeñaba. 
Las obras fueron adjudicadas (como era lógico suponer) a la empresa Hersent. Las reformas dotaron al Muelle C de todos los servicios inherentes a la función, pero lo exiguo de sus dimensiones conspiró para que fuera verdaderamente útil a los intereses del Ferrocarril. Durante los años que funcionó, se lo conoció en la zona como "el muelle de la francesa". En virtud del contrato, el gobierno se reservaba el derecho de expropiación, previa indemnización, cuando las obras estuviesen terminadas, lo que hizo en 1911, desmantelando casi enseguida las instalaciones de carga y depósito de mercadería. 
Esta cláusula fue impuesta por presiones de la Armada, que había mirado poco favorablemente las instalaciones mercantiles en el seno mismo de una base militar y por la necesidad de no ofrecer competencia al otro emprendimiento privado que prometía ser monumental: el puerto que en Arroyo Pareja levantaría la concesión otorgada a Abel J. Pagnard. 

### El ferrocarril francés y Arroyo Pareja
La concesión de Pagnard comenzó a edificar el puerto en 1912, pero las obras debieron suspenderse a causa del estallido en 1914 de la Primera Guerra Mundial. Luego de la contienda, la Compañía del Puerto Comercial tuvo serias dificultades técnicas y financieras. Para 1920 solo se habían habilitado trescientos metros, que son los que hasta hoy constituyen la base del puerto. 
En esta coyuntura, en 1921 el FCRPB tomó la decisión de gerenciar las obras portuarias. En palabras del directorio del ferrocarril: 

Este puerto que se encuentra por así decir sobre nuestra línea, puesto que se conecta por un empalme de aproximadamente 1500 m en proximidad de nuestra estación de A. Solier, nos ofrece entonces desde ahora una nueva facilidad para la explotación de cereales de nuestra zona Sur. [el gerenciamiento del puerto] presenta para nosotros la ventaja de realizar una coordinación perfecta entre el servicio del puerto y el del ferrocarril.

### La línea a Bahía Blanca
La construcción de los 27 km del ramal desde Punta Alta hasta Bahía Blanca permitió al ferrocarril francés estimular el tráfico de personas y mercaderías desde y hacia ese importante centro comercial. 
Los trabajos de tendido (cuyas vías corrían paralelas a las del Ferrocarril del Sud que iban hacia Grünbein, entre éstas y la Avenida Colón) estuvieron a cargo del ingeniero suizo Armin Reimman, que falleció poco antes de su habilitación. Tomó su lugar el ingeniero Lucien Capelle, secundado por el técnico Dionisio Monti. 
El 29 de noviembre de 1921 se autorizó la construcción del apeadero de madera situado en Avenida Colón entre Bernardo de Irigoyen y Rivadavia. De esa época data el puente cercano a Villa del Mar. Al promediar 1921 se concluyeron los trabajos de la terminal de la línea (luego Terminal de Ómnibus de Bahía Blanca), ubicada a orillas del Napostá, en el recientemente formado barrio de Villa Mitre. 

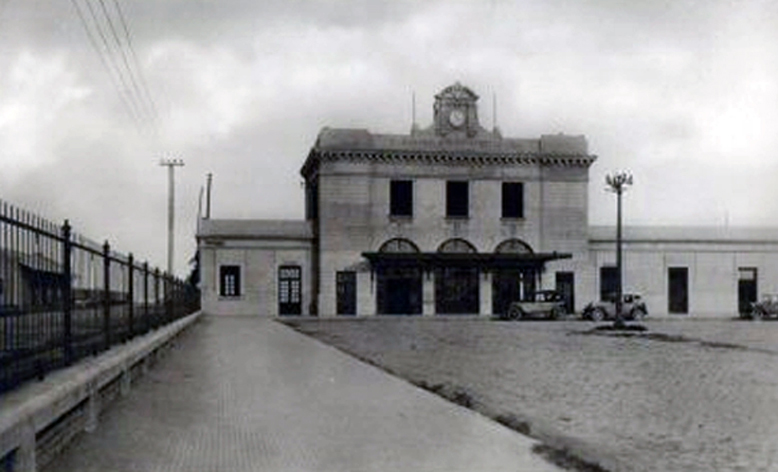
Estación Bahía Blanca del FCRPB inaugurada en 1922, funcionó hasta 1949.

A las 10:32 del 9 de enero de 1922 llegó a la terminal de Bahía Blanca la locomotora de prueba del tramo efectuado bajo la dirección del ingeniero Capelle. La máquina era conducida por Manuel Álvarez, a quien secundaban el fogonero Leocadio González, el ayudante Alberto Bugarini y el guarda Pablo Arzano. Luego de ese exitoso viaje piloto, por fin el jueves 2 de marzo de 1922 se realizó, con éxito, el viaje inaugural de Rosario a Bahía Blanca. El acontecimiento fue vivido por Punta Alta con júbilo y expectativa. 
La formación que partió de Rosario era de seis coches de pasajeros y un furgón. La locomotora, la N° 31, estaba adornada con los colores argentinos y franceses. Aquí se cambió el personal de conducción, recayendo la responsabilidad de guiar a su término la formación en el maquinista Basilio de Haro y en el foguista Valentín Rodríguez, ambos de la estación Almte. Solier. 
A las 15:50, el tren arribó al andén N° 2 de la terminal de Bahía Blanca. Descendieron del convoy, entre otros, el apoderado de la empresa, Horacio Bustos Morón y el jefe de tráfico de la Compañía, Adolfo Olivet. Fueron recibidos por el intendente Jorge Moore y por François Sisqué, ahora administrador general del FCRPB, que se encontraba desde hacía unos días en la ciudad. Además, se dieron cita en la estación ilustres miembros de la colectividad francesa y numeroso público. 
A las 16:40, un tren especial partió con la comitiva hacia Arroyo Pareja. En el galpón principal se sirvió un lunch, en una larga mesa para trescientos invitados, donde sendos discursos amenizaron la tarde. 
El servicio ferroviario Almirante Solier - Punta Alta - Bahía Blanca y viceversa era directo y se cumplía en 25 minutos. Las tarifas de pasajes, encomiendas y cargas eran sensiblemente menores a los que hasta ese entonces se pagaba por la prestación del Ferrocarril del Sud.

## Las sedes y nacionalización
La empresa se instaló en Villa Diego desde 1909; allí construyó la estación de pasajeros y cargas -denominada “Coronel Aguirre” hasta 1913-, patio de maniobras (“Triage”), depósito de locomotoras y talleres generales para montaje y reparación del material de tracción y remolcado, taller de vía y obras, etc. La estación cabecera y el edificio de la administración, junto a los galpones para cargas se construyeron en las calles Riobamba y Berutti (actualmente forman parte de la Ciudad Universitaria de la Ciudad de Rosario.
Mediante un convenio firmado el 17 de diciembre de 1946 el Gobierno nacional adquirió los activos de las empresas ferroviarias de capital francés en Argentina, incluyendo el Ferrocarril Rosario a Puerto Belgrano, y por el decreto nacional n.º 31218/47 del 7 de octubre de 1947 se dispuso su toma de posesión e incorporación a la red de la Administración de los Ferrocarriles del Estado.
A partir del 1 de enero de 1949, por decreto nacional, esta línea fue asignada al Ferrocarril Nacional General Bartolomé Mitre. La administración central de la línea del F.C.R.P.B. tenía su sede en Rosario, en calles Berutti y Ríobamba, y en calle Mitre 772 la oficina de informes. En la Capital Federal, en calle Cangallo 460 y en Bahía Blanca, en Brown 371, funcionaban otras dos oficinas de informes.

### Clausura y privatización
En marzo de 1977, la dictadura autodenominada Proceso de Reorganización Nacional canceló el servicio de larga distancia entre Rosario y Bahía Blanca mediante un decreto —quedando exclusivamente los trenes locales entre esta última y la estación Almirante Solier—, y en agosto de ese mismo año decretó la clausura y el levantamiento de las vías entre Coronel Pringles y Bajo Hondo, efectivamente partiendo la línea en dos. El servicio Bahía Blanca-Solier continuó funcionando hasta su supresión en febrero de 1990, como parte de la racionalización ferroviaria emprendida por el gobierno de Carlos Menem en preparación para el fraccionamiento y privatización de los ferrocarriles, dejando a la totalidad de la línea sin servicios de pasajeros.
La totalidad de las vías entre Rosario y Puerto Belgrano fue entregada el 1 de noviembre de 1991 bajo la forma de concesión integral a la empresa de cargas FerroExpreso Pampeano, que nunca utilizó la parte de la línea correspondiente a la jurisdicción del Ferrocarril General Roca, concentrándose las operaciones entre Puerto Rosario y Los Callejones.

## Actualidad
La mayor parte del trazado se encuentra en estado de abandono y sólo es transitable el sector entre el Puerto de Rosario y la Estación Los Callejones, conectada esta última por un empalme hacia la Estación Coronel Granada del Ferrocarril Sarmiento.
En el año 2011 un grupo de vecinos de la ciudad y zona formó una cooperativa de trabajo con el objetivo de reactivar el ramal por etapas, empezando en Punta Alta con un tren que preste servicio de pasajeros entre Coronel Rosales y Bahía Blanca, para proseguir luego con la estación Coronel Pringles.[cita requerida] En 2019, se especulaba con el restablecimiento de los servicios entre Punta Alta y Bahía Blanca, pero pasó el tiempo y no hubo novedades.